# Gunnar Utsond
Gunnar Karenius Utsond (født 31. august 1864 i Kviteseid, Telemark, død 27. januar 1950 sammesteds) var en norsk billedhugger.
Utsond tog 1887 tandlægeeksamen og har praktiseret forskellige steder i Norge. Samtidig søgte han at uddanne sine anlæg for billedhuggerkunsten ved rejser i udlandet. 
I 1894 udstillede han i Kristiania et skulpturarbejde: "Gut, som spikker", der vakte opmærksomhed og blev ivrigt diskuteret, da det viste sig, at kunstneren havde støbt sin figur over en levende model. 
I 1897 rejste der sig ligeledes en livlig diskussion om hans kolossalgruppe: "Og Havet gav sine døde tilbage", hvorunder han — med urette — beskyldtes for plagiat efter Leightons maleri med samme emne. 
Efter at have udstillet flere mindre arbejder, blandt andet en buste af Jonas Lie og en statue: "På vejen", gav han sig atter i kast med en vældig gruppe: "Helridt" (almindelig kaldet "Helhesten"), som vakte berettiget opsigt på Paris-udstillingen 1900 ved den vellykkede løsning af den svære opgave. 
Blandt hans øvrige arbejder kan nævnes Welhavenmonumentet i Oslo, hvis udførelse blev ham overdraget efter en i 1903 afholdt konkurrence. Utsond var 1909—21 professor i billedhuggerkunst ved Kunstakademiet i Oslo.